# Claes Fleming (1649–1685)
Claes Hermansson Fleming af Liebelitz, född den 15 februari 1649, död den 31 juli 1685, var en svensk friherre och ämbetsman. Han var lantmarskalk vid 1680 års riksdag och riksråd från 1681.

## Biografi

### Lantmarskalk
Efter den vid den här för unga adelsmän brukliga utlandsresan, där han bland annat tjänstgjort i den franska armén, anställdes Fleming det kungliga kansliet 1674 och blev efter 1675 års riksdag den ledande i den ständerkommission som skulle granska förmyndarregeringens finansförvaltning under Karl XI:s minderårighet, och blev även riksbanksfullmäktig.
Fleming utnämndes 1678 till överste för ett värvat finskt kavalleriregemente och deltagit i kriget i Livland 1678–79, men återgick därefter till ämbetsmannabanan. I synnerlig gunst hos Karl XI var han helt invigd i dennes planer och utnämndes till den krävande posten som lantmarskalk vid 1680 års riksdag. Där spelade han en viktig roll för besluten om förmyndarräfst och reduktion, liksom vid tillkomsten av ständernas förklaring om rådet och regeringsformen, vilket markerar inledningen på det karolinska enväldet.

### Senare år
Genom Karl XI:s förtroende nådde Fleming en utomordentlig maktställning och sattes efter hand i ledningen för hela finansförvaltningen. Han blev president i reduktions- och likvidationskommissionerna 1680, riksråd samt president i Kammar- och Kommerskollegierna 1681. Under åren 1680–1681 var han landshövding i Närkes och Värmlands län, och från 1681 i Upplands län.
År 1683 blev han president i Reduktionskollegium. Efter riksskattmästaren Sten Bielkes död 1684 övertog Fleming helt och hållet ledningen av rikets kammarverk, och 1684–85 var han därjämte kansler för Lunds universitet. Från 1684 var även han president i Bergskollegium och Statskontoret. Flemings effektivitet som enväldets tjänare gjorde honom till en hatad man. Hans maktposition var ohotad när hans krafter bröts av sjukdom. Fleming insjuknade kraftigt, och sökte en tids ledighet. Ännu ej fullt återställd kastade han sig in i arbetet, men insjuknade på nytt och avled 31 juli 1685 i Aachen, dit han begett sig för att söka bot vid de varma baden.
Claes Flemings barn blev 1687 upphöjda i grevligt stånd.

## Familj

Anna Cruus af Gudhem, Claes Flemings hustru.

Claes Fleming var son till Herman Fleming och Christina ur släkten Rosladin. Han gifte sig 1675 med friherrinnan Anna Kruus (1654–1692), dotter till Lars Jespersson Kruus och Agneta Horn.

### Barn
- Ulrika Eleonora Fleming (1680–1683)
- Anna Fleming (1682–1737), gift med Hugo Johan Hamilton af Hageby (1668–1748)
- Carl Fleming (1684–1685)

### Gravsättning
Claes Fleming vilar i Sätuna gravkor i Björklinge kyrka (Sarkofag nr 21). Även hustrun och barnen vilar där.